# Osirak

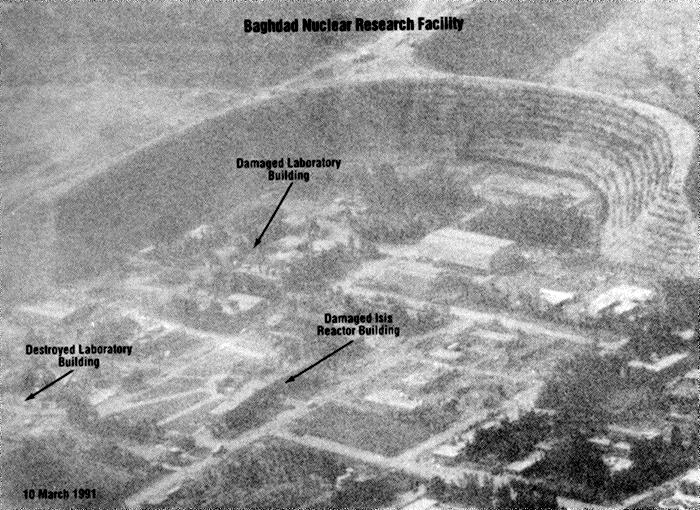
Il centro di ricerche nucleari di Al-Tuwaitha all'uscita sud-est di Bagdad il 10 marzo 1991 dopo un bombardamento americano

Osirak è il nome di un vecchio reattore nucleare sperimentale di 70 MW situato in Iraq, nel centro di ricerche nucleari di Al-Tuwaitha, nella periferia sud-est di Baghdad. Fu costruito nel 1975 dalla Francia, e destinato a ricerche civili sul nucleare. Esso fu distrutto, subito parzialmente con un raid dell'Forze di difesa israeliane il 7 giugno 1981 (Operazione Opéra), poi nuovamente dalle Forze armate americane nel 1991, durante la guerra del Golfo.

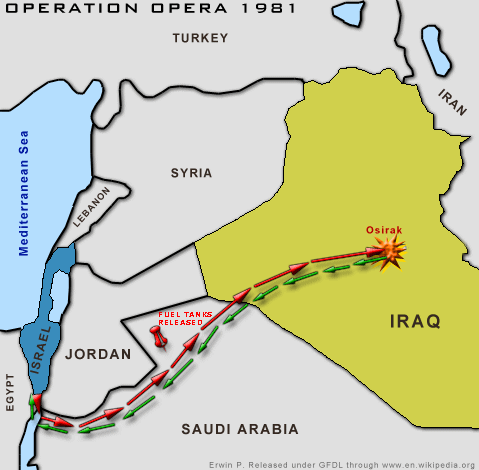
Carte dell'operazione Opéra del bombardamento di Osirak

## Accordo franco-iracheno
Nel 1975, Saddam Hussein si recò durante un week-end in Provenza, ove incontrò Jacques Chirac, allora Primo ministro di Valéry Giscard d'Estaing che già si era recato a Baghdad nel settembre 1974. Saddam Hussein incontrò egualmente Giscard a Parigi, e visitò con lui il centro di Cadarache. Quello fu l'unico viaggio all'estero del dittatore iracheno.

L'8 settembre 1975, il giornale libanese El Ousbou El Arabi pubblicava una dichiarazione del vicepresidente iracheno Saddam Hussein: 
(Dichiarazione del vicepresidente iracheno Saddam Hussein)
Il 18 novembre 1975, fu sottoscritto un accordo di cooperazione nucleare franco-iracheno a Baghdad. Il testo precisava che si trattava di un utilizzo pacifico dell'energia nucleare.
Il progetto di equipaggiarsi di un reattore di 1500 MW fu abbandonato, e fu un piccolo reattore di ricerca, Osirak, copia conforme del reattore nucleare francese di ricerca Osiris installato a Saclay (potenza di 70 MW). Saint-Gobain, Bouygues e Technicatome, partner del CEA, furono incaricate del contratto. La centrale doveva in effetti comprendere due reattori: Osirak (chiamato Tamuz 1 dagli iracheni) e un piccolo, Isis (Tamuz 2).
Il 6 aprile 1979, il Mossad, un Servizio di spionaggio israeliano, distrusse con bombe a carica cava, nel corso di un'operazione di commando all'interno dello stabilimento Constructions navales et industrielles de la Méditerranée (CNIM), a La Seyne-sur-Mer (Varo), la cisterna in acciaio del reattore di Osirak. La Francia riparò i danni, ma nella notte tra il 13 e il 14 giugno 1980, il Mossad sgozzò nell'hôtel Le Méridien a Parigi l'egiziano Yahya Al-Meshad, membro della Commissione atomica irachena. Alcuni ingegneri del CEA ricevettero inoltre delle lettere di minaccia.
Il 30 settembre 1980, all'inizio della guerra Iran-Iraq, due cacciabombardieri F-4 Phantom della Forza aerea iraniana attaccarono nell'Operazione Scorch Sword con dodici bombe Mk 82 il centro di ricerche di Tuwaitha a Baghdad ma senza toccare direttamente i due reattori Osirak e Isis. Si trattò del primo attacco militare con l'obiettivo di un sito nucleare.
Finalmente, il reattore fu distrutto nel corso di un bombardamento condotto da Israele, che temeva che l'Iraq accedesse all'arma nucleare, con otto F-16 e sei F-15 con sedici bombe da una tonnellata, il 7 giugno 1981. Fu l'operazione Opéra alla quale partecipò il colonnello e futuro primo astronauta israeliano, Ilan Ramon, come anche Amos Yadlin, futuro capo dell'Amam, il servizio di spionaggio militare. Questa operazione era stata organizzata volutamente di domenica al fine di minimizzare le eventuali perdite umane. Tuttavia, dieci militari iracheni e un civile francese furono uccisi nel corso di questo bombardamento israeliano. I civili francesi erano Damien Chaussepied, un ingegnere INSA di 25 anni, che lavorava per la Air Liquide e il CEA.

## Congetture, polemiche e vendite d'armi all'Iraq
Essendo la decisione di dotare l'Iraq di tecnologie nucleari stata presa dal Primo ministro francese di allora, Jacques Chirac, il reattore fu ironicamente soprannominato Ô Chirac dagli Israeliani e da una parte della stampa francofona. La centrale poteva produrre plutonio, ma ciò fu sempre smentito dalla CEA. Nel 1990, il vecchio ministro della Difesa e amministratore della CEA al momento della visita in Francia di Saddam Hussein, André Giraud, assicurò che quel contratto non poteva portare l'Iraq ad acquisire la bomba atomica. Ciò fu tuttavia contestato, tra l'altro da un articolo sulla rivista Les Temps modernes scritto da Georges Amsel e da altri fisici, nel quale essi affermavano che se la Francia avesse, come previsto, consegnato i sei carichi di uranio arricchito al 93% (80 kg) previsti nel contratto (a seguito delle pressioni americane e israeliane solo due carichi furono consegnati), 
.
La Francia declinò infine la domanda di ricostruzione del reattore nel 1984 dopo aver fornito un aiuto tecnico iniziale. In compenso, la Francia fornirà all'Iraq molte armi durante la guerra Iran-Iraq (circa 900 Exocet, più di 130 Mirage F1, ecc.), l'Iraq ricevendo allora 1/3 delle esportazioni di armamenti francesi, per 17 miliardi di dollari tra il 1980 e il 1986.

## Raid americani
Nel 1991, durante l'Operazione Tempesta nel deserto, numerosi raid massicci dell'F-117 e dell'F-111 distrussero il complesso che era stato uno dei più fortificati dell'Iraq.